# Federal groc
El federal groc (Gymnomystax mexicanus) és una espècie d'ocell de la família Icteridae. El seu gènere Gymnomystax, és monotípic. L'hi troba al Brasil, Colòmbia, l'Equador, Guayana francesa, Guyana, el Perú, Surinam, i Veneçuela. Els seus hàbitats natural són boscos subtropicals o tropicals de terres humides, zones d'arbustos subtropicals o tropicals, terres baixes humides o inundables amb pasturatges, i pantans.